# Fraser T Smith
Fraser T Smith, właśc. Fraser Lance Thorneycroft-Smith (ur. 1971 r.w Buckinghamshire) – brytyjski producent muzyczny oraz autor tekstów. Laureat Nagrody Grammy w 2012 roku wraz z Adele za album 21, na którym współtworzył utwór "Set Fire to the Rain".

## Kariera
Studiował przez rok muzykę na West London Institute. Następnie rozpoczął solową karierę jako gitarzysta, grając w pubach i barach. W 1992 Smith spotkał Ricka Wakemana, z którym rozpoczął współpracę. W tym czasie pracował także z Adamem Wakemanem. W 1999 Smith was wprowadził do branży debiutanta Craiga Davida i spędził kolejne pięć lat jako jego przyjaciel, „prawa ręka” oraz gitarzysta w nagraniach akustycznych. Potem Smith współpracował jako producent, bądź autor tekstów dla m.in. Adele, Ellie Goulding, Jamesa Morrisona, Cee Lo Greena, czy Leony Lewis, która wyznaczyła go jako producenta wykonawczego jej trzeciego albumu studyjnego Glassheart.

## Dyskografia

### Single wyprodukowane przez Smitha
| Tytuł                                      | Artysta                                   | Pozycja na liście |
| Tytuł                                      | Artysta                                   | UK                |
| ------------------------------------------ | ----------------------------------------- | ----------------- |
| "World Filled with Love"                   | Craig David                               | 15                |
| "Typical Me"                               | Kano                                      | 22                |
| "This Is the Girl"                         | Kano & Craig David                        | 18                |
| "Hot Stuff (Let's Dance)"                  | Craig David                               | 7                 |
| "Feel Free"                                | Kano                                      | 12                |
| "6 of 1 Thing"                             | Craig David                               | 39                |
| "Stryderman"                               | Tinchy Stryder                            | 73                |
| "Where’s Your Love"                        | Craig David ft. Tinchy Stryder & Rita Ora | 58                |
| "Broken Strings"                           | James Morrison ft. Nelly Furtado          | 2                 |
| "You've Got the Love"                      | Florence + the Machine                    | 5                 |
| "Take Me Back"                             | Tinchy Stryder ft. Taio Cruz              | 3                 |
| "Strong Again"                             | N-Dubz                                    | 24                |
| "If This Isn't Love"(Fraser T Smith remix) | Jennifer Hudson                           | 37                |
| "Number 1"                                 | Tinchy Stryder ft. N-Dubz                 | 1                 |
| "Confusion Girl"                           | Frankmusik                                | 29                |
| "Never Leave You"                          | Tinchy Stryder ft. Amelle Berrabah        | 1                 |
| "Gold Digger"                              | The Dolly Rockers                         | 46                |
| "Boys and Girls"                           | Pixie Lott                                | 1                 |
| "Break Your Heart"                         | Taio Cruz                                 | 1                 |
| "I Got Soul"                               | Young Soul Rebels                         | 10                |
| "You're Not Alone"                         | Tinchy Stryder                            | 14                |
| "Get to You"                               | James Morrison                            | 104               |
| "No Other One"                             | Taio Cruz                                 | 42                |
| "Until You Were Gone"                      | Chipmunk ft. Esmee Denters                | 3                 |
| "Dirty Picture"                            | Taio Cruz ft. Kesha                       | 6                 |
| "Stop for a Minute"                        | Keane                                     | 40                |
| "Finally in Love"                          | McLean                                    | 44                |
| "In My System"                             | Tinchy Stryder                            | 10                |
| "Second Chance"                            | Tinchy Stryder ft. Taio Cruz              | 22                |
| "On My Mind"                               | Cody Simpson                              | -                 |
| "Set Fire to the Rain"                     | Adele                                     | 11                |
| "Iris"                                     | Leona Lewis                               | 8                 |
| "Colorblind"                               | Leona Lewis                               | 8                 |
| "Hurt"                                     | Leona Lewis                               | 8                 |
| "Good Intentions"                          | Dappy                                     | 12                |
| "Shine Ya Light"                           | Rita Ora                                  | 10                |
| "Hey Love"                                 | Quadron                                   | -                 |
| "Show Me Love (America)"                   | The Wanted                                | -                 |